# Støren (1887)
Støren – duński torpedowiec z lat 80. XIX wieku, jedna z dwóch zbudowanych jednostek typu Støren. Okręt został zwodowany w 1887 roku w brytyjskiej stoczni John I. Thornycroft & Company w Chiswick, a do służby w Kongelige Danske Marine przyjęto go w sierpniu 1887 roku. Jednostka została skreślona z listy floty w 1919 roku.

## Projekt i budowa
Torpedowce 1. klasy typu Støren zostały zaprojektowane na duńskie zamówienie i zbudowane w brytyjskiej stoczni John I. Thornycroft & Company w Chiswick . Stępkę okrętu położono w 1887 roku (numer stoczniowy 249) i w tym samym roku odbyło się wodowanie .

## Dane taktyczno–techniczne
Okręt był torpedowcem o długości całkowitej 39,62 metra, szerokości całkowitej 4,21 metra i zanurzeniu 2,21 metra . Wyporność normalna wynosiła 89 ton, a pełna 107 ton. Okręt napędzany był przez pionową maszynę parową o mocy 1200 KM, do której parę dostarczały dwa kotły lokomotywowe . Maksymalna prędkość napędzanej jedną śrubą jednostki wynosiła 18,5 węzła . Okręt zabierał 14 ton węgla.
Uzbrojenie artyleryjskie jednostki składało się z dwóch pojedynczych rewolwerowych działek kalibru 37 mm M1875 L/17 . Okręt wyposażony był w dwie dziobowe wyrzutnie torped kal. 381 mm oraz podwójny aparat torpedowy tego samego kalibru .
Załoga okrętu składała się z 20 oficerów, podoficerów i marynarzy .

## Służba
„Støren” został przyjęty do służby w Kongelige Danske Marine w sierpniu 1887 roku . W 1916 roku oznaczenie okrętu zmieniono na T2 . Jednostka została wycofana ze służby w 1919 roku .